# 31483 Caulfield
1999 CR48 (asteroide 31483) é um asteroide da cintura principal. Possui uma excentricidade de 0.15350660 e uma inclinação de 3.18970º.
Este asteroide foi descoberto no dia 10 de fevereiro de 1999 por LINEAR em Socorro.